# Petrus Schloemp
Petrus Schloemp, auch Petrus Rudolph Schloemp (* 25. Mai 1930 in Wuslack-Heilsberg/Ostpreußen, heute Lidzbark Warmiński, Polen; † 11. April 2014) war ein deutscher Kameramann und Schauspieler.

## Leben
Der Sohn des Lehrers Alois Schloemp und seiner Frau Helena, geb. Heinrich, besuchte die Oberschule seiner Heimatstadt und von 1947 bis 1952 ein Internat in Limburg an der Lahn. Anschließend erhielt er Schauspiel- und Gesangsunterricht in Düsseldorf. Schloemp ging dann jahrelang als Pantomime auf Tourneen, die ihn nach Frankreich, die Benelux-Staaten, die Schweiz und Österreich führten.
1957 kam er mit dem Film in Kontakt und arbeitete in einem Kopierwerk. Ab 1959 war er ständiger 1. Kameraassistent bei Wolf Wirth und Mitbegründer der DOC 59, ab 1960 fungierte er gelegentlich auch als Kameraoperateur. Als Kameramann begann er mit Kurzfilmen und stand dann für einige Produktionen des Neuen Deutschen Films hinter der Kamera. Zwischendurch war er 1967 Hauptdarsteller in dem Film Tamara. Für seine Kameraführung in Scarabea – Wieviel Erde braucht der Mensch? erhielt er 1969 das Filmband in Gold.
Zu Beginn der 70er Jahre arbeitete Schloemp mehrmals in Hollywood und drehte amerikanische Thriller und Spionagefilme. Danach war er vorwiegend für das Fernsehen in der Bundesrepublik Deutschland tätig. 

## Filmografie
| - 1962: Unsere freie Zeit (Kurzfilm) - 1962: Wenn ich Chef wäre (Kurzfilm) - 1966: Der Brief (nur Schauspieler) - 1967: Tamara (nur Schauspieler) - 1967: Die widerrechtliche Ausübung der Astronomie (Kurzfilm) - 1967: Tätowierung - 1968: Der Griller (nur Schauspieler) - 1968: April – April - 1969: Scarabea – Wieviel Erde braucht der Mensch? - 1969: Auf Sch**ßer schießt man nicht - 1969: Die Engel von St. Pauli - 1969: Kuckucksei im Gangsternest - 1970: Hänsel und Gretel verliefen sich im Wald - 1970: Ständig in Angst (Hauser's Memory) - 1971: Bedenkzeit - 1971: Ein Wintermärchen (auch Schauspieler) - 1971: Der Millionenraub (Dollars) - 1972: Die Fremde - 1973: Der Mann aus Metall (Who?) - 1974: Die Antwort kennt nur der Wind | - 1975: Floris von Rosemund (Serie) - 1975: Depressionen - 1975: Michael oder Die Schwierigkeiten mit dem Glück - 1978: Die Ängste des Dr. Schenk - 1978: Der kurze Brief zum langen Abschied - 1979: Wehe, wenn Schwarzenbeck kommt - 1979: Ich bin dein Killer - 1980: Die längste Sekunde - 1981: Taunusrausch - 1981: Der rote Strumpf - 1982: Jägerschlacht - 1983: Am Ufer der Dämmerung - 1983: Stadtfahrt (Kurzfilm) - 1985: Leih mir dein Fahrrad, bitte (Kurzfilm) - 1986: Kir Royal – Königliche Hoheit (Serie, 5. Teil) - 1986: Robert Wilson und die Civil Wars (Dokumentarfilm) - 1987: Tatort – Gegenspieler - 1989: Petticoat – Geschichten aus den Fünfzigern (Fernsehserie) - 1994: Ein idealer Kandidat (TV-Miniserie 1–3) - 1995: Ludwig & Richard - 1997: Ein idealer Kandidat (TV-Miniserie 4–6) |